# Eskimo Joe
Eskimo Joe — австралийская альт-рок-группа, образованная в 1997 году Стюартом Маклеодом (ведущая гитара), Джоэлом Куортермейном (ударные и гитара) и Кавьеном Темперли (бас-гитара и вокал) в Ист-Фримантле, Западная Австралия.
Группа выпустила еще пять альбомов с момента выхода их дебютного альбома Girl в 2001 году: A Song Is a City (2004); Black Fingernails, Red Wine (2006); Inshalla (2009); Ghosts of the Past (2011); и Wastelands (2013). Eskimo Joe выиграли восемь премий ARIA Music Awards; в 2006 году группа добилась четырех побед — из девяти номинаций — за работу, связанную с Black Fingernails, Red Wine.

## Прочее
В апреле 2010 года Eskimo Joe были объявлены «обладателями билета номер один» для футбольного клуба Fremantle, заменив гольфиста Ника О’Херна. Куотермейн пошутил, что они могут написать песню для клуба: «Мы попробуем. Мы вернулись сюда этой зимой, чтобы записать наш новый альбом, так что, пока мы этим занимаемся, мы можем также состряпать новую музыкальную тему». Группа удерживала эту честь до 2012 года, когда её заменил обладатель Креста Виктории Бен Робертс-Смит.
Национальное управление живой музыки было создано премьер-министром Австралии Кевином Раддом в июле 2013 года; и с августа 2013 года Темперли является послом штата Западная Австралия.

## Дискография
Смотри статью «Дискография Eskimo Joe» в англ. разделе.
- Girl (2001)
- A Song Is a City (2004)
- Black Fingernails, Red Wine (2006)
- Inshalla (2009)
- Ghosts of the Past (2011)
- Wastelands (2013)